# Symfonie (Dyson)
George Dyson componeerde zijn symfonie in G (zijn enige symfonie) in 1937.
Dyson’s voorliefde ging uit naar muziek voor koor al dan niet met begeleiding; hij heeft slechts een aantal instrumentale werken afgeleverd, waarvan dit er één is. In de eerste helft van de 20e eeuw vinden er allerlei ontwikkelingen plaats, ook in de klassieke muziek. Dat schijnt geheel aan Dyson voorbijgegaan te zijn. Ook in zijn symfonie blijft Dyson behoudend qua stijl en zou de symfonie ook in de 19e eeuw geschreven kunnen zijn. De symfonie is geschreven in een tijdperk dat in Europa de brandhaarden ontstonden voor de Tweede Wereldoorlog, daarvan is in deze symfonie niets te merken. De symfonie is laatromantisch, licht van uitvoering. Uit de muziek blijkt dat de Dyson een uiterst beheerst en op-en-top gentleman was.
De symfonie was na de première tijdelijke erg populair, wellicht omdat de muziek licht in de donkere periode bracht. Echter binnen een aantal jaren verdween de muziek in een archief. Toen in 1993 Chandos er een opname van wilde maken en er een tekst in een boekje geschreven moest worden, was er haast niemand meer, die nog een originele live-uitvoering van had gevolgd. Dat komt waarschijnlijk omdat het allemaal iets te netjes is, zeker voor een symfonie. Ernest Ansermet schijnt zelfs bij een van de uitvoeringen gezegd te hebben dat deel (3) balletmuziek had kunnen zijn. Pas aan het eind van de symfonie komt Dyson op stoom, met een welluidend klinkende fanfare met paukenslagen. Bij een uitvoering onder leiding van Dyson zelf in 1939 in de Kathedraal van Canterbury waren de luisteraars (nog) erg onder de indruk. Vastgesteld is dat Dyson’s muziek zich uitstekend leende voor uitvoeringen in grote gebouwen. Een van de luisteraars vond dat "ze de kathedraal zelf ook hoorde meeklinken".
Delen
1. Emergico
2. Andante
3. Allegro risoluto-Molto moderato-L’istesso tempo-Allegro risoluto-Molto moderato-Vivace-Molto sostenuto-Poco andante-Poco allegretto-Presto-Grazioso;
4. Poco adagio- Andante-Allegro assai-Andante molto moderato.

## Bron en discografie
- Uitgave Chandos: City of London Sinfonia o.l.v. Richard Hickox;
- Uitgave Naxos; Bournemouth Symphony Orchestra o.l.v. David Lloyd-Jones.